# Эльтон (Волгоградская область)
Эльтон — посёлок в Палласовском районе Волгоградской области, административный центр Эльтонского сельского поселения.
Население — 2723 (2010)

## Физико-географическая характеристика
Посёлок расположен на юге Палласовского района, в пределах Прикаспийской низменности, в 6 км от озера Эльтон.
У южной границы посёлка протекает река Сморогда. В границах посёлка местность имеет общий уклон с северо-востока и востока к западу и юго-западу (по направлению к озеру Эльтон) при средней высоте около 10 метров над уровнем моря. Примерно в 5 к северо-северо-востоку от посёлка возвышается гора Улаган высотой 68 метров над уровнем моря (по другим данным 69 метра над уровнем моря и 84 метра над уровнем озера Эльтон). Согласно ландшафтной карте посёлок расположен в зоне полупустынь, на границе солончакового аккумулятивного и морского аккумулятивного ландшафтов. Почвы светло-каштановые.
Прилегающие к посёлку территории (озеро Эльтон и гора Улаган) входят в состав природного парка «Эльтонский».
Через посёлок проходит железнодорожная линия Красный Кут — Астрахань Приволжской железной дороги. В посёлке расположена железнодорожная станция Эльтон.
По автомобильным дорогам расстояние до районного центра города Палласовка — 113 км, до областного центра города Волгоград — 205 км.
Климат
Климат континентальный (согласно классификации климатов Кёппена — Dfa)
Среднегодовая температура положительная и составляет + 7,8 °C, средняя температура самого холодного месяца января − 9,6 °C, самого жаркого месяца июля + 23,7 °C. Многолетняя норма осадков — 296 мм. Наименьшее количество атмосферных осадков выпадает в марте — 16 мм, наибольшее в июне — 33 мм.

## История
Основан как посёлок станции Эльтон Рязано-Уральской железной дороги, построенной в 1904—1905 годах. Первоначально посёлок был известен как Новый Эльтон (Старый Эльтон располагался на противоположном берегу озера)
В 1910 году на озере Эльтон в 3 верстах от станции был основан санаторий «Эльтон». Лечебные корпуса были построены на искусственном острове, к которому по насыпной дамбе вело железнодорожное полотно. В годы Гражданской войны курорт функционировал большей частью как военно-гражданский санаторий, а после войны был передан в ведение ЦК профсоюзов. В 1942 году курорт прекратил свою деятельность. В его корпусах разместился военно-полевой госпиталь № 4157, который был расформирован в 1945 году.
В 1935 году из 5 сельсоветов Владимировского района и 2 сельсоветов Средне-Ахтубинского района был образован Эльтонский район (с центром в селе Житкур).
В 1947 году на территории курортного посёлка в связи с тем, что грязелечебница на озере была разобрана на дрова для отопления печей госпиталя, была построена новая грязелечебница.
В 1953 году в связи с ликвидацией Эльтонского района посёлок был передан в состав Палласовского района полностью. В 1959 году посёлок Эльтон Эльтонского сельсовета Палласовского района был отнесён к категории курортных поселков. Эльтонский сельсовет был преобразован в поселковый Совет курортного посёлка Эльтон, все населённые пункты бывшего сельсовета были оставлены в административном подчинении поселкового Совета. В 1960 году началось строительство нового бальнеогрязевого корпуса и котельной. В 1971 году Эльтон получил статус курорта местного значения. В 1986 году проведена реконструкция обветшавшего здания грязелечебницы. В 1995 году курорт получил статус государственного учреждения здравоохранения "Областной бальнеогрязевой санаторий «Эльтон».
Постановлением Волгоградской областной Думы от 30 июля 1998 года № 81/1095 «Об изменении административного статуса курортного поселка Эльтон и Эльтонского поссовета Палласовского района Волгоградской области» административный статус курортного поселка Эльтон был изменён на административный статус сельского поселения — посёлка Эльтон. Статус Эльтонского поссовета был изменён на сельсовет

## Население
| 1923 |
| ---- |
| 819  |

| 1959 | 1970  | 1979  | 1989  | 2002  | 2010  |
| ---- | ----- | ----- | ----- | ----- | ----- |
| 5220 | ↘3022 | ↘2792 | ↘2543 | ↗2620 | ↗2723 |